# Life (Sly & the Family Stone)
Life è il terzo album in studio del gruppo soul-funk statunitense Sly & the Family Stone, pubblicato nel 1968.

## Tracce
Lato 1
1. Dynamite! – 2:46
2. Chicken – 2:14
3. Plastic Jim – 3:31
4. Fun – 2:23
5. Into My Own Thing – 2:15
6. Harmony – 2:52

Lato 2
1. Life – 3:02
2. Love City – 2:44
3. I'm an Animal – 3:20
4. M'Lady – 2:46
5. Jane Is a Groupee – 2:50

## Formazione
- Sly Stone – voce, organo, chitarra, piano, armonica, altro
- Freddie Stone – voce, chitarra
- Larry Graham – voce, basso
- Rosie Stone – voce, piano, tastiera
- Cynthia Robinson – tromba, voce
- Jerry Martini – sassofono
- Greg Errico – batteria
- Little Sister (Vet Stone, Mary McCreary, Elva Mouton) – cori